# Угги

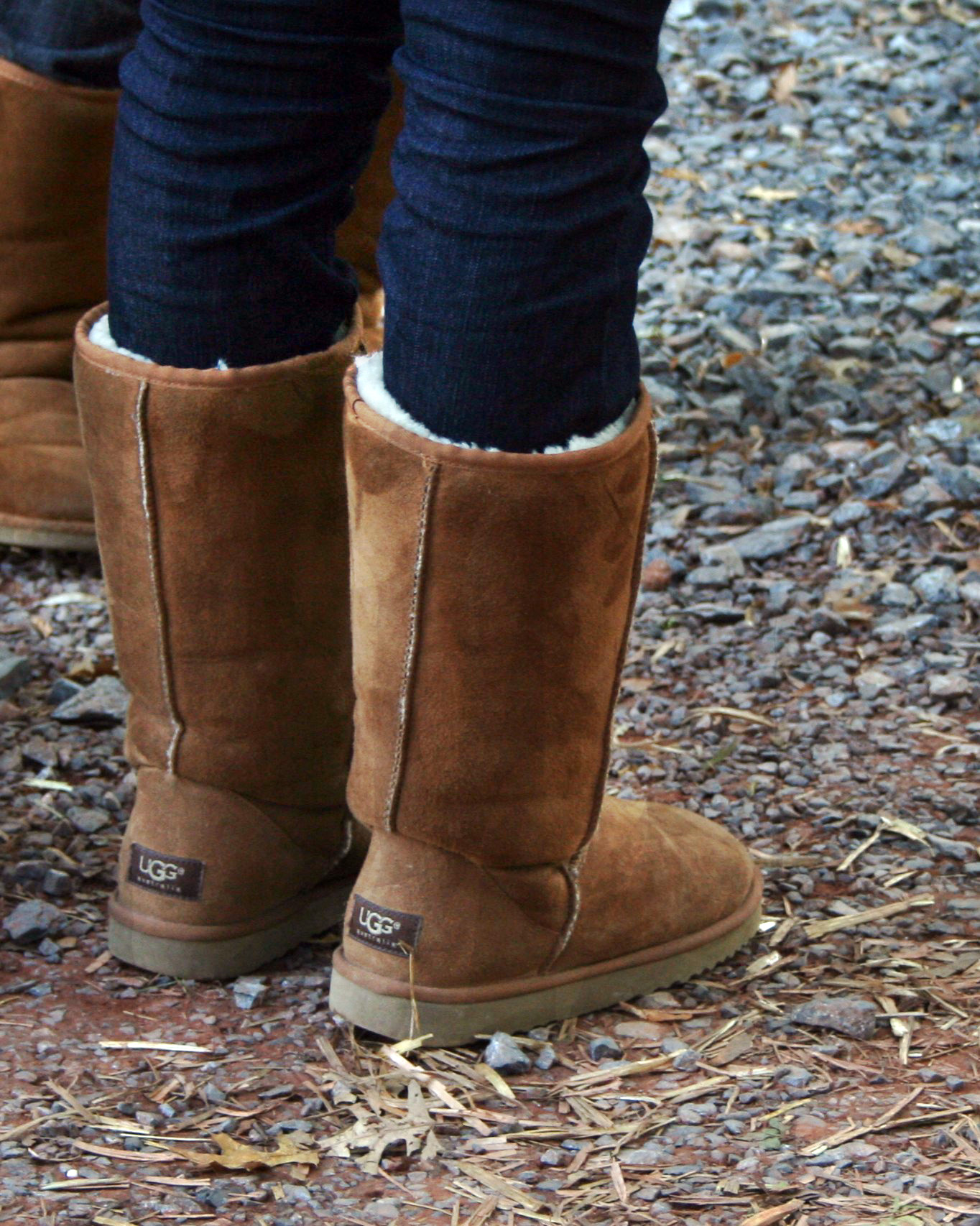
Пара сапог с джинсами

У́гги (ugg boots, uggs, в английском языке читается [ʌgz], «агз») — обувь, изготовленная из овчины ворсом внутрь и гладкой поверхностью наружу, с синтетической или резиновой подошвой. Впервые появились предположительно в Австралии или Новой Зеландии, однако точное время их появления не установлено.

## Происхождение названия
Слово «угги» используется и как название торговой марки, и как современной обуви из овчины как класса. В Австралии и Новой Зеландии, где данное слово считается термином, более 70 торговых марок содержат слово «ugg» в логотипах и дизайне. Само слово UGG — зарегистрированная торговая марка калифорнийской фирмы Deckers Outdoor Corporation более чем в 140 странах, включая США и Китай. Патентное бюро Австралии исключило из реестра товарных знаков товарный знак UGH-BOOTS на основании неиспользования, однако оставило в силе зарегистрированный в Австралии комбинированный товарный знак Deckers Outdoor Corporation «UGG Australia».

## История
Нет единого мнения, где начали производить сапоги из овчины, на это претендуют Австралия и Новая Зеландия. Первоначально их носили фермеры, а также деревенские жители в Австралии в начале XX века. В полярных широтах и в Китае сапоги из овчины долгое время использовались работниками сельского хозяйства, например овцеводами, и людьми, работавшими в условиях сырого климата. Сапоги из овчины также нашли применение в дальней и бомбардировочной авиации, лыжном спорте. Начиная с 1960-х сапоги из овчины стали использовать сёрферы и пловцы для того, чтобы сохранять ноги тёплыми на суше.
В мире с начала XX века используется аналог австралийских сапог — унты. Такая обувь из натуральных шкур широко распространена у коренных народов Крайнего Севера России.
Благодаря волокнам шерсти внутри сапог температура воздуха в них приближается к температуре тела. Сапоги могут носиться без носков даже при небольшом морозе.
В 1970-х угги стали популярными среди профессиональных сёрферов.
В 1970-х годах товарный знак UGG был признан в Соединённых Штатах Америки. В начале 1980-х годов бренд UGG на сапоги из овчины превратился в модную тенденцию в Соединённых Штатах, их популяризовали такие знаменитости, как Кейт Хадсон, Сара Джессика Паркер и Памела Андерсон. Однако Памела Андерсон отказалась от них в 2007 году, якобы лишь тогда узнав, что они сделаны из кожи животных.

## Дизайн
Традиционные австралийские угги шьют из овчины с начёсом. Некоторые угги имеют синтетическую подошву, обычно сделанную из этиленвинилацетата (EVA). Швы часто заметны на внешней стороне ботинка. Естественные теплоизоляционные свойства овчины придают ботинкам изотермические свойства: толстые ворсистые волокна на внутренней части ботинок отводят влагу и позволяют воздуху циркулировать, поддерживая температуру тела и позволяя ботинкам сохранять ноги в тепле в холодную погоду и прохладу в жаркую погоду. Сегодня они производятся разнообразных цветов, включая чёрный, розовый, голубой, каштановый и фуксию. Их высота может варьироваться от лодыжки до колена.
Существуют также варианты сапог из синтетических материалов. Хотя их высмеивают как «подделку», но низкая цена делает их привлекательными для крупных розничных сетей. Угги из ненатуральных материалов пользуются спросом и у тех, кто не хочет покупать обувь из кожи животных.

## История диспутов потоварным знакам

### Последние иски вСША
В 2005 г. действие регистрации товарного знака UGG оспаривалось в федеральном суде США. Суд вынес решение в пользу компании Deckers Outdoor Corporation, указав, что потребители в Соединённых Штатах Америки воспринимают «UGG» как бренд. В своем решении суд указал, что ответчики предоставили анекдотические доказательства того, что слово UGG используется как название вида товара. Компания Deckers, в свою очередь, противопоставила этим доказательствам декларации специалистов, работающих в обувной промышленности, которые подтвердили, что UGG широко признан в промышленности как бренд и не является родовым названием.

### Поддельные товары вНидерландах
В деле о нарушении прав на товарный знак, защита, основанная на том, что обозначение UGG является родовым названием, была отвергнута судом Королевства Нидерландов. La Cheapa распространяла обувь из овчины из Королевства Нидерландов посредством сайта, описывая обувь из овчины на своем веб-сайте как «100 % настоящие ботинки UGG Australia!!! с логотипом UGG на пятке» в коробках, практически идентичных упаковке компании Deckers. Вынося решение в пользу компании Deckers, судья, который рассматривал дело, указал, что факт использования UGG в качестве родового названия в странах Бенилюкса не может быть установлен. Суд Королевства Нидерландов указал, что нет основания сомневаться в том, что обозначение UGG является общеизвестным товарным знаком в странах Бенилюкса.